# Article 168 de la Constitution belge
L'article 168 de la Constitution belge fait partie du titre IV Des relations internationales. Il oblige le gouvernement fédéral à informer le Parlement d'une ouverture de négociations de révision des traités de l'Union européenne. L'article 16 § 2 alinéa 2 de la loi spéciale de réformes institutionnelles étend cette obligation aux Parlements des entités fédérées.
À l'article 48 du traité sur l'Union européenne, il est de toute façon prévu que les parlements nationaux soient associés à la révision des traités dans la procédure normale et qu'ils soient informés dans les procédures simplifiées.
Il date du 18 mars 1993 et était à l'origine — sous l'ancienne numérotation — l'article 68 § 6.

## Texte
« Dès l'ouverture des négociations en vue de toute révision des traités instituant les Communautés européennes et des traités et des actes qui les ont modifiés ou complétés, les Chambres en sont informées. Elles ont connaissance du projet de traité avant sa signature. »